# Avre (dopływ Eure)
Avre – rzeka w północnej Francji w regionie Normandia, o długości 80 km. Avre jest lewym dopływem rzeki Eure.